# Agano (Schiff, 1942)
Die Agano (japanisch 阿賀野) war ein Leichter Kreuzer der gleichnamigen Klasse der Kaiserlich Japanischen Marine, der im Zweiten Weltkrieg zum Einsatz kam.

## Geschichte

### Bau
Der Bauauftrag für die spätere Agano wurde mit der Baunummer 132 im Rahmen des 4. Kreis-Bauprogramms (Maru 4 Keikaku) von 1939 an die Marinewerft in Sasebo vergeben. Diese legte den Rumpf am 18. Juni 1940 auf Kiel und der Stapellauf erfolgte am 22. Oktober 1941. Die Indienststellung erfolgte am 31. Oktober 1942 unter dem Kommando von Kaigun-taisa (Kapitän zur See) Nakagawa Kō, welcher bereits seit dem 15. Februar 1942 als sogenannter Oberster Ausrüstungsoffizier (jap. 艤装員長, gisō inchō) mit der Baubelehrung beauftragt gewesen war.

### Einsatzgeschichte

#### 1942/1943: Guadalcanal
Nach der Indienststellung und dem Abschluss der Probefahrten wurde die Agano im Dezember 1942, als Flaggschiff der 4. Zerstörerflottille (Konteradmiral Tanaka Raizō), nach dem Truk-Atoll verlegt und nahm von dort aus Mitte Dezember an Versorgungsfahrten nach Wewak und Madang teil. Im Januar und Februar 1943 beteiligte sich der Kreuzer an der Evakuierung der verbliebenen japanischen Truppen auf Guadalcanal (die Operation wurde letztlich am 9. Februar 1943 abgeschlossen, wobei etwa 12.000 japanische Soldaten evakuiert werden konnten).

#### Sommer und Herbst 1943: Aleuten und die Seeschlacht bei der Kaiserin-Augusta-Bucht
Im Mai 1943 wurde die Agano in die Planungen für eine japanische Gegenoffensive im Gebiet der Aleuten eingebunden. Der geplante Vorstoß, ausgearbeitet im Kontext der amerikanischen Landung auf Attu am 11. Mai 1943 (Operation Landcrab), wurde jedoch am 29. Mai endgültig verworfen, nachdem die Amerikaner die Insel zuvor erobert hatten und der japanische Widerstand zusammengebrochen war. Nach einem Werftaufenthalt in Kure und einem zwei Wochen dauernden Manöver in der japanischen Inlandsee verlegte die Agano im Juli 1943 wieder nach Truk. Von dort aus folgten, mittlerweile als Flaggschiff des 10. Zerstörergeschwaders, bis Oktober 1943 mehrere Truppentransportmissionen nach Rabaul.
Nach der amerikanischen Landung bei Kap Torokina auf Bougainville (Operation Shoestring II), gehörte die Agano zu einem Flottenverband (Vizeadmiral Ōmori Sentarō), bestehend aus den Schweren Kreuzern Myōkō und Haguro, dem Leichten Kreuzer Sendai und zehn Zerstörern, der in der Nacht des 2./3. November 1943 den US-Landekopf in der Kaiserin-Augusta-Bucht angreifen sollte. Der Vorstoß des japanischen Verbandes wurde jedoch in der nachfolgenden Seeschlacht bei der Kaiserin-Augusta-Bucht von einer aus vier Kreuzern und acht Zerstörern bestehenden US-Kampfgruppe (Task Force 39) abgewehrt. Die Agano erlitt bei dem Gefecht keine Beschädigungen und verlegte im Anschluss zurück nach Rabaul.

#### Mehrfache Beschädigungen im Herbst 1943
In Rabaul wurde die Agano ab dem 5. November 1943 bei amerikanischen Luftangriffen mehrfach beschädigt. Dabei wurde der Kreuzer erstmals am 5. November bei einer Attacke von Maschinen der Flugzeugträger Saratoga und Princeton durch einen 227-Kilogramm-Bombennahtreffer leicht beschädigt, ein Besatzungsmitglied kam dabei ums Leben. Am 11. November erhielt der Kreuzer bei einem neuerlichen US-Luftangriff auf Rabaul einen Lufttorpedotreffer von einem Grumman-TBF-Torpedobomber ins Achterschiff, wobei eine Schraubenwelle verbogen wurde und vier Abteilungen voll Wasser liefen. Nach einer Behelfsreparatur wurde das Schiff am 12. November, von dem Leichten Kreuzer Noshiro und vier Zerstörern gesichert, in Richtung Truk in Marsch gesetzt, wo die endgültigen Reparaturen hätten stattfinden sollen.
Dabei wurde die Agano jedoch, nur wenige Stunden nach dem Auslaufen, nahe Neu Hannover, von dem amerikanischen U-Boot Scamp mit einem aus vier Torpedos bestehenden Fächer angegriffen und nochmals von einem Torpedo ins Achterschiff getroffen, wobei eine zweite Schraubenwelle verbogen wurde. Das schwer beschädigte Schiff sank zwar nicht, musste jedoch wegen des vollständigen Zusammenbruchs der Maschinenanlage von der Noshiro in Schlepp genommen werden. Dabei wehrten die vier Begleitzerstörer am selben Tag noch einen weiteren Angriff des US-U-Bootes Albacore ab, welches eine vier Stunden dauernde Wasserbomben-Verfolgung über sich ergehen lassen musste. Am 16. November schließlich, nachdem der Leichte Kreuzer Nagara am 14. November den Havaristen von der Noshiro übernommen hatte, erreichte der Schleppzug unter Mühen Truk.

#### 1943/44: Notreparaturen in Truk
Von November 1943 bis Mitte Februar 1944 lag die Agano in Truk und wurde mehreren Behelfsreparaturen unterzogen, in dieser Zeit kam mit Kaigun-Taisa Takatomo Matsuda auch ein neuer Kommandant an Bord. Da die Schäden aber zu umfangreich waren, unter anderem waren zwei Schraubenwellen durch die Torpedotreffer verbogen und 19 Schottwände herausgerissen worden, um in Truk repariert werden zu können, verließ die Agano am 15. Februar 1944, mit nur zwei voll einsatzbereiten Wellen, das Atoll und nahm Kurs auf Japan, wo die endgültige Instandsetzung hätte erfolgen sollen. Die Sicherung des Kreuzers, der nur maximal etwa 16 kn laufen konnte, übernahmen der Zerstörer Oite und der U-Boot-Jäger Ch-28.

### Untergang
Am Nachmittag des 16. Februar 1944, um 16.42 Uhr, sichtete das amerikanische U-Boot Skate die drei Schiffe etwa 170 Seemeilen nordnordwestlich von Truk und griff den Verband um 16.44 Uhr mit einem Fächer aus vier Torpedos an. Um 16.45 Uhr trafen zwei Torpedos die Agano auf der Steuerbordseite und zerstörten die Kesselräume 3 und 5. Der nur behelfsmäßig reparierte Kreuzer geriet in Brand und begann allmählich zu sinken, hielt sich aber dennoch noch rund zwölf Stunden lang über Wasser. In den frühen Morgenstunden des 17. Februar 1944, gegen 5.17 Uhr, sank die Agano schließlich. Von 726 Besatzungsangehörigen waren rund 200 durch die beiden Torpedotreffer ums Leben gekommen. Der sichernde Zerstörer Oite konnte zwischen 20.00 Uhr und 4.30 Uhr insgesamt 523 Überlebende an Bord nehmen. Der Zerstörer begann nach dem Untergang und mit den Überlebenden an Bord den Rückmarsch in Richtung Truk.
In den Mittagsstunden des 17. Februar geriet die Oite in einen anlaufenden US-Großangriff auf das Truk-Atoll (Operation Hailstone) und wurde vor der Nordeinfahrt des Atolls von einem Lufttorpedo getroffen. Der Zerstörer brach auseinander und sank innerhalb weniger Minuten. Mit dem Schiff gingen 172 Besatzungsangehörige und alle 523 von der Agano geretteten Schiffbrüchigen unter. Lediglich etwa 20 Seeleute der Besatzung des Zerstörers konnten später das Ufer des Atolls erreichen. Von den 726 Besatzungsangehörigen der Agano überlebte infolgedessen niemand. Kaigun-Taisa Matsuda wurde später posthum zum Konteradmiral befördert.
Die Agano wurde am 31. März 1944 aus dem Schiffsregister gestrichen.

## Name
Die Agano ist das erste Kriegsschiff einer japanischen Marine, das diesen Namen trägt. Benannt nach dem gleichnamigen Fluss auf Honshū, der von der Präfektur Fukushima über die Präfektur Niigata ins Japanische Meer fließt.

## Liste der Kommandanten
| Nr. | Name                              | Beginn der Amtszeit | Ende der Amtszeit | Bemerkungen                                      |
| --- | --------------------------------- | ------------------- | ----------------- | ------------------------------------------------ |
| 1.  | Kapitän zur See Nakagawa Kō       | 31. Oktober 1942    | 5. August 1943    | ab 15. Februar 1942 mit der Baubelehrung betraut |
| 2.  | Kapitän zur See Matsubara Hiroshi | 5. August 1943      | 17. November 1943 |                                                  |
| 3.  | Kapitän zur See Matsuda Takatomo  | 17. November 1943   | 18. Februar 1944  |                                                  |